# Ensemble Alexandrov

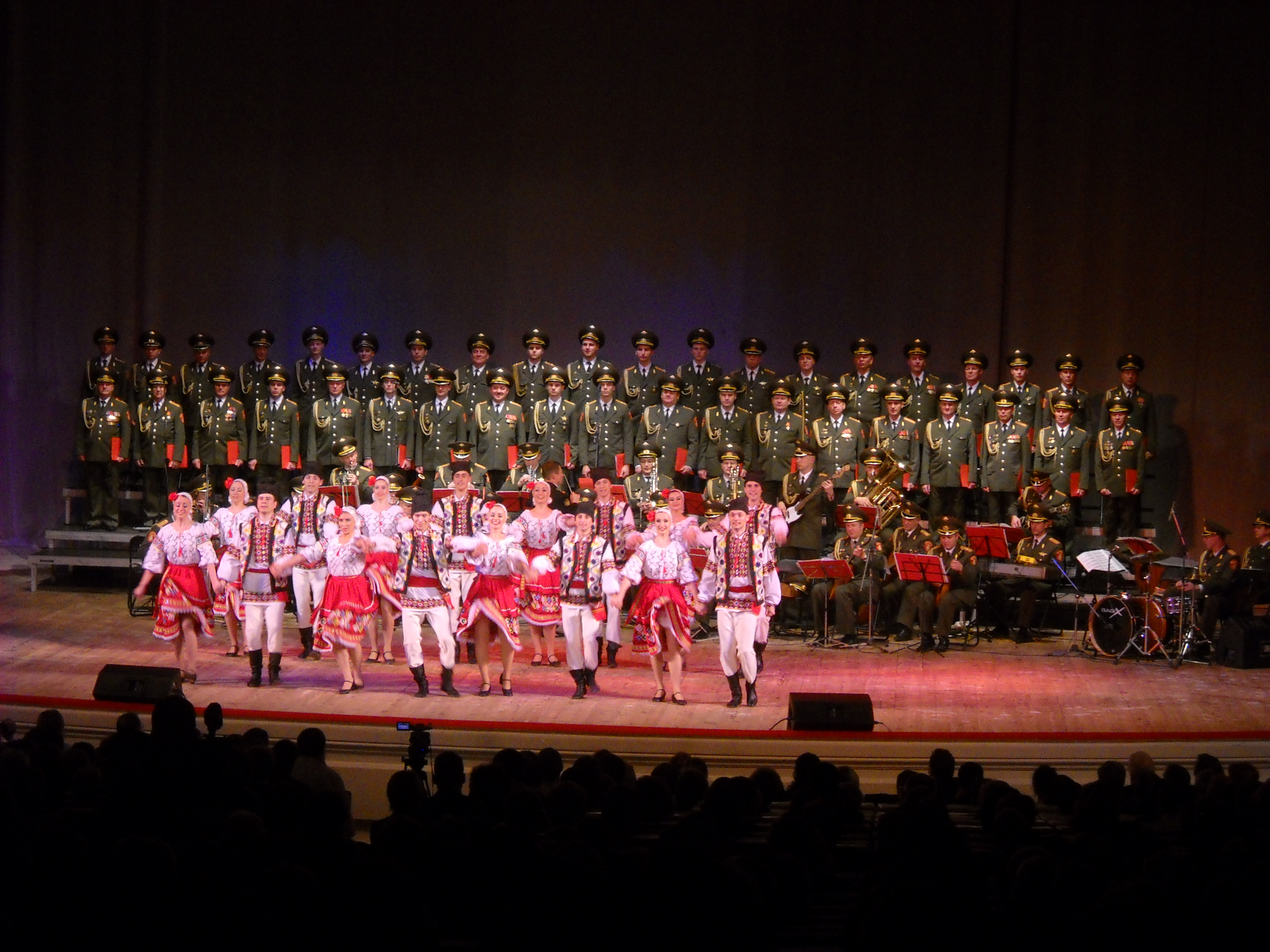
Coro Alexandrov com Ensemble de Dança, Varsóvia, 2009

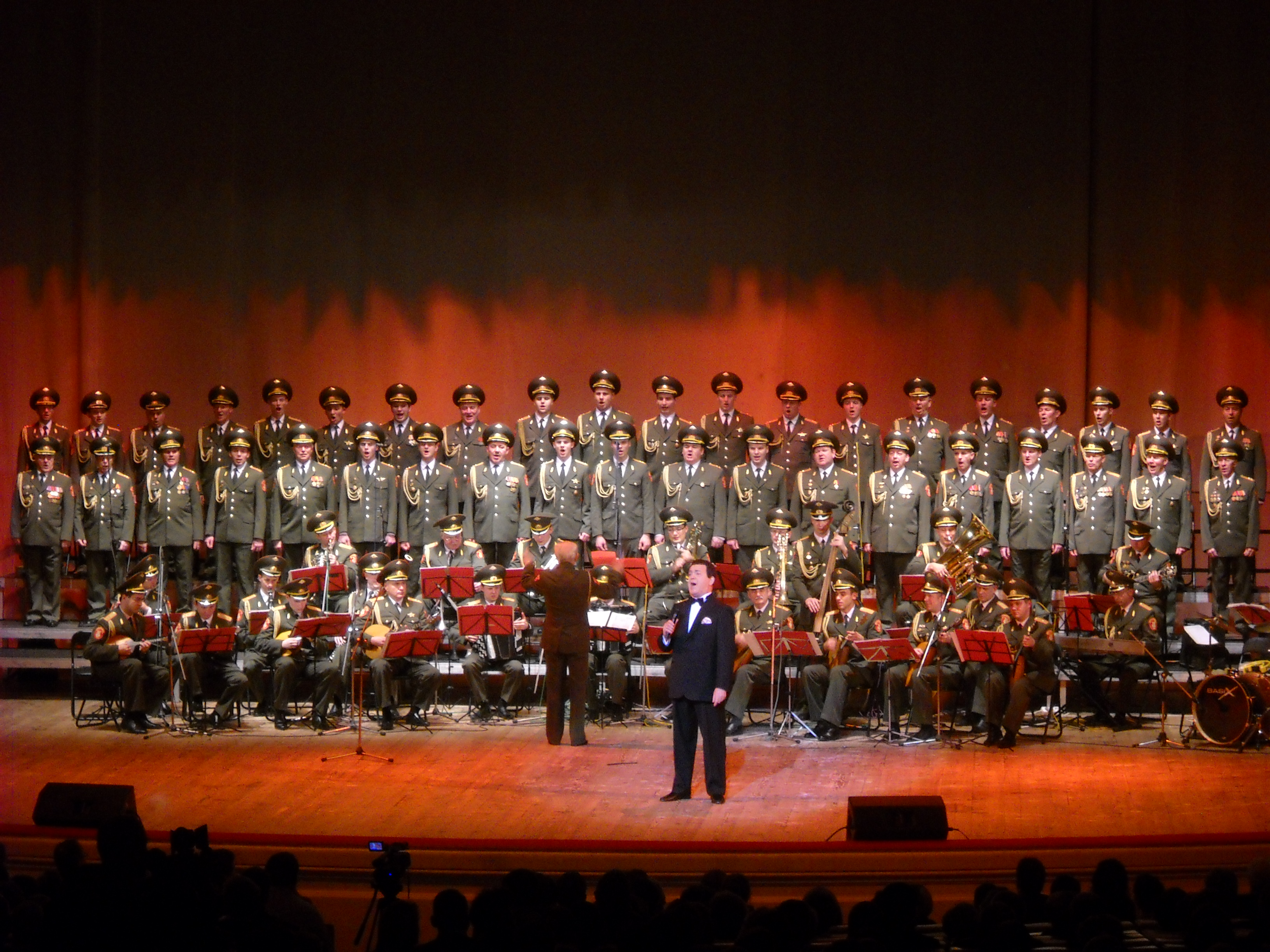
Com Iosif Kobzon como solista.

O Ensemble Alexandrov é um coro militar oficial das Forças Armadas Russas. Fundado durante a era Soviética, o ensemble consiste num coro masculino, uma orquestra e um ensemble de dança.
Juntamente com o Ensemble MVD, é uma das únicas duas formações com o direito de usar o título de "Coro do Exército Vermelho".
O Ensemble Alexandrov tem vindo a entreter não apenas audiências russas mas também por todo o mundo, abrangendo as suas performances vários tipo de música incluindo de carácter folclórico, hinos, árias de ópera e música popular, de que são exemplo O Canto dos Remadores do Volga, Katyusha, Kalinka, e Ave Maria.
O ensemble recebeu o nome do seu primeiro director, Alexander Vasilyevich Alexandrov (1883-1946). Desde 1998, o seu nome formal é Академический ансамбль песни и пляски Российской Армии имени А. В. Александрова, (Akademichesky ensemble pesni i plyaski Rossiyskoy Armii imeni A. V. Alexandrova), (que se pode traduzir como Ensemble Académico de Música e Dança do Exército Russo com o nome de A. V. Aleksándrov ["música" adquirindo o sentido de "canção"]), abreviado em Академический ансамбль, (Akademichesky ensemble): Ensemble Académico.

## História

### Sob regência de Aleksándr Vasilievich Aleksándrov

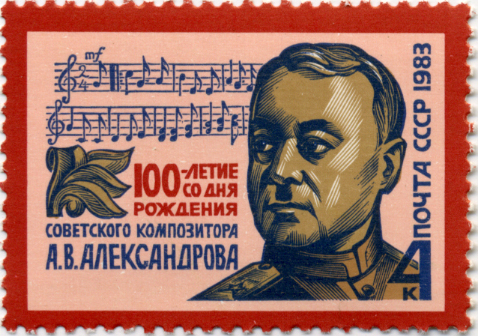
Aleksándr Aleksándrov

#### Primeiros Anos
Nascido numa família de camponeses, Aleksándrov viria a tornar-se na figura pública que compôs a música do Hino Nacional da União Soviética, professor, maestro, mestre de coro e no primeiro director artístico do ensemble. 

### O Ensemble

#### Criação

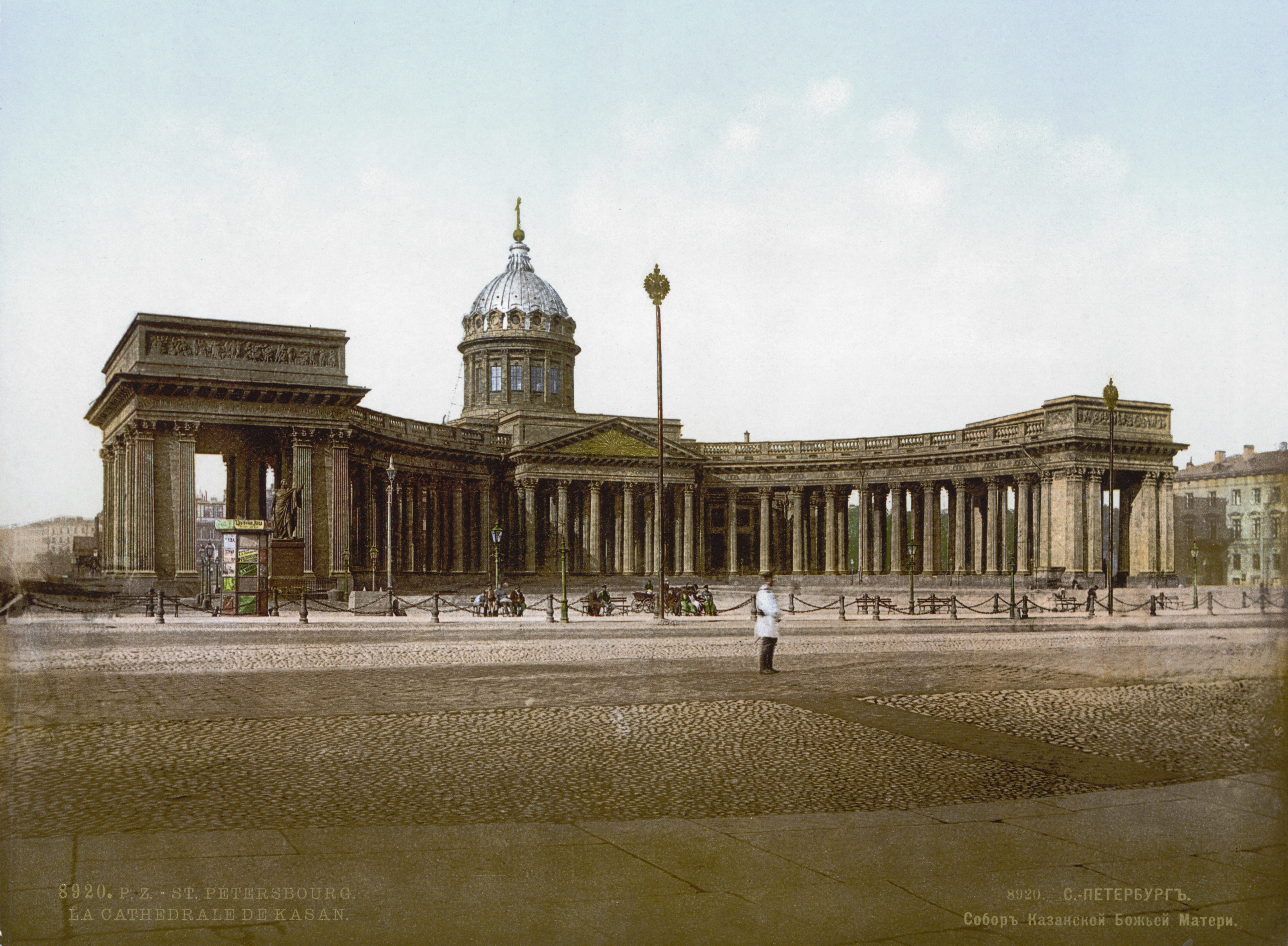
Catedral de Nossa Senhora de Cazã, São Petersburgo: onde tudo começou. Aqui, A. V. Aleksándr, que viria um dia a criar o Ensemble, iniciou a sua formação.

Há registo de duas histórias do Ensemble, possivelmente elementos separados de uma mesma história. A primeira alega que o impulsionador do Ensemble foi Félix Nikoláevich Danílovich, um director de teatro. O primeiro director do Ensemble foi escolhido entre três maestros de Moscovo: Danílin, Chesnokov e Alexándrov. Visto separadamente, este facto significaria que A. V. Aleksándr não teria, afinal, sido o criador do Ensemble. Nesta versão dos registos, a primeira formação contaria com os cantores Tkachenko, Ziúkov, Samarin, Rozanov, Koltípin, Tolskov, Goliaev, Charov, os dançarinos Maximov, Svetlov e o acordeonista: Surdin.
A segunda versão alega que o Ensemble foi formado a partir da casa de comandos do Exército Vermelho de Mikhail Frunze em 1928. Conta-se também que Stalin terá então pedido a Aleksándrov para deslocar o coro para Moscovo. Sob o nome de Ensemble da Canção do Exército Vermelho de M. V. Frunze, abreviado por "Coro do Exército Vermelho", doze soldados - um octeto de vozes, um acordeonista, dois dançarinos, e um recitador actuaram oficialmente, pela primeira vez, a 12 de Outubro de 1928, sob a direcção do seu maestro Aleksándr Aleksándrov, um jovem professor de música no Conservatório de Moscovo. O programa desse concerto, intitulado de A 22ª Divisão de Música de Krasnodar (música no sentido de canção), abrangeu como temática sobretudo pequenas cenas da vida militar.

#### Desenvolvimento
Em 1929, o ensemble visitou as distantes regiões do leste da União Soviética, entretendo as tropas que trabalhavam nos Caminhos de Ferro do distante Oriente. 
Com o objectivo de desenvolver a arte amadora nos pelotões do exército e incentivar o interesse dos soldados em boa música, pelo ano de 1933, o Ensemble tinha crescido para 300 elementos, distribuídos por três coros masculinos, uma orquestra e um ensemble de dançarinos. O Coro do Exército Vermelho tornou-se conhecido como divulgador de canções soviéticas, dando voz a composições originais de compositores como Vasily Solovyov-Sedoy, Anatoli Novikov, Matvey Blanter e Boris Mokrousov.
Em 1935, o coro foi condecorado com a Ordem do Estandarte Vermelho e renomeado como Ensemble de Música e Dança Exército Vermelho - Estandarte Vermelho da URSS.  
Tendo viajado por toda a União Soviética, desde o norte árctico até ao Tajiquistão, o coro actuou na Exposição Universal de 1937 em Paris; conquistou o Grand Prix e a mais elevada distinção honrosa pelo júri. 
Durante a Segunda Guerra Mundial, o ensemble deu para cima de 1500 concertos em ambas as frontes soviéticas, entretendo pelotões prestes a entrar em batalha, em plataformas de artilharia, aeródromos e hospitais.

### Liderado por Boris Alexandrovich Alexandrov
Após a morte de Aleksándr Aleksándrov, a liderança do Ensemble ficou a cargo do seu filho, Bóris Aleksándrovitch Aleksandrov. Foi sob a sua liderança que o Ensemble conquistou fama fora da União Soviética, fazendo tournées por todo o mundo.
"Os membros do Ensemble eram tão disciplinados e experientes, que conseguiam sentir o ritmo em conjunto, e eram capazes de cantar juntos automaticamente, sem maestro... No Canadá, durante um concerto, Aleksándrov deixou o ensemble actuar sozinho durante uma hora e meia."

### Vladímir Aleksándrov

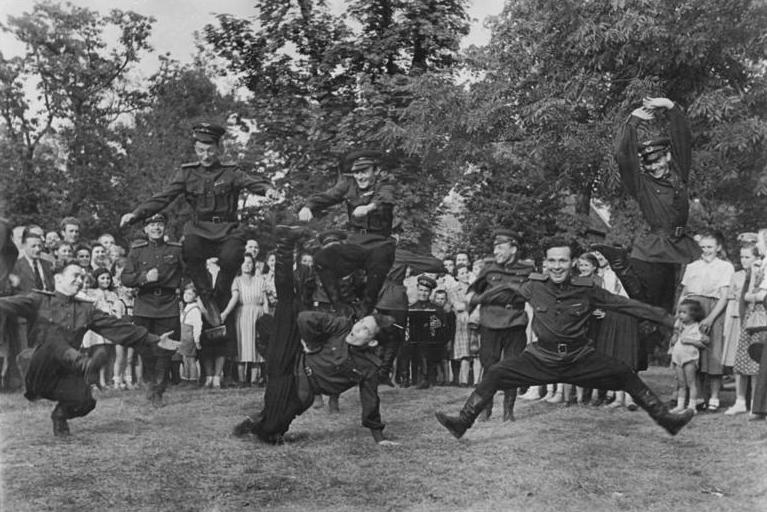
Dançarinos do Ensemble Aleksándrov, 1951

Vladímir Aleksándrov (1910 - 1978), Major, irmão de Bóris Aleksándrov, também compôs para o Emsemble. Passou pelos cargos de Director de Orquestra e de Maestro.

### Outros Maestros Principais
Vladímir Gordéev foi o Maestro principal durante a tournée do Reino Unido, em 1988.

### Vyacheslav Korobko
Actualmente, e desde 2003, o ensemble é dirigido por Vyacheslav Korobko,  Artista de Honra da Rússia.

### Colaborações
Ao longo dos anos, o ensemble tem colaborado com muitos artistas e produtores populares tais como David Foster, Jean-Jacques Goldman e  Steve Barakatt. 

### Acidente com o Tupolev-154 em 2016
No dia 25 de dezembro de 2016 um avião Tupolev Tu-154 da Força Aérea Russa que voava de Sochi com destino à Síria caiu no Mar Negro, logo após a decolagem. Entre os passageiros, havia 64 membros do Ensemble Alexandrov, que iriam participar numa celebração de final de ano na base síria de Khmeimim. Nenhuma das 92 pessoas a bordo sobreviveu ao desastre.

### Crítica
- 1989 "Red Army Ensemble Offers" etc.: J. Rockwell, New York Times
- 2008 "Russia Beyond the Headlines": Canada tour
- Voce del leone webpage: Review of EMI Classics CD: Red Army Ensemble
- Musicweb International CD review of EMI Classics 3 92031 2